# Cratere Petipa
Petipa  è un cratere sulla superficie di Mercurio.